# Ледырь
Ледырь — деревня в составе Семьянского сельсовета Воротынском районе Нижегородской области.

## Географическое положение
Деревня Ледырь расположена на левом берегу реки Урга в южной части Воротынского района в 35 км от районного центра Воротынца и в 30 км от села Семьяны.